# Lambert de Toscane
 (novembre 2022).
Lambert (? - mort après 938), second fils d'Adalbert II de Toscane et Berthe, fille de Lothaire II de Lotharingie.

## Biographie

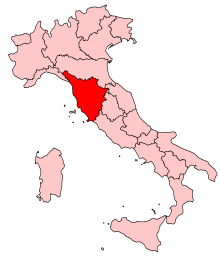
Toscane.

Lambert succède à son frère aîné Guy, comme comte et duc de Lucques et marquis de Toscane lorsque ce dernier meurt en 928 ou 929 sans héritier.
En 931, avant le 17 octobre, le roi d'Italie Hugues d'Arles, demi-frère de Lambert et Guy, fait énucléer et chasser Lambert, puis donne la Toscane et le domaine familial de Lucques à son propre demi-frère Boson (qui n'est pas de la même mère que les trois autres).
Quand Guy décède, Hugues épouse la femme de celui-ci, Marozie. En tant que demi-frère de Guy, Hugues n'avait pas le droit d'après l'Église d'épouser sa veuve. Aussi, pour éviter tout ennui, il doit se prémunir contre tous ses concurrents, ce qui explique probablement la destitution de Lambert.

## Sources
- (en) Cet article est partiellement ou en totalité issu de l’article de Wikipédia en anglais intitulé « Lambert, Margrave of Tuscany » (voir la liste des auteurs).